# PowerDVD
PowerDVD er en kommercielt videoafspiller og musikafspiller til Microsoft Windows. Med den er det muligt at se DVD-Video film på en på en almindelig PC. DVD-Video backup'er gemt på harddisken kan også afspilles. PowerDVD kan også bruges til at afspille video og musik i andre formater så som DivX, XviD, Windows Media Video til video og MP3 and AAC til audio. Nyere versioner understøtter fuldt Blu-ray og HD DVD afspilning.
| Software | Spire Denne artikel om software og programmering er en spire som bør udbygges. Du er velkommen til at hjælpe Wikipedia ved at udvide den. |